# John Ridley
John Ridley IV (nacido en octubre de 1965) es un escritory director estadounidense.
Ridley nació en Milwaukee, Wisconsin, pero creció en Mequon. A lo largo de su carrera ha participado en los largometrajes 12 Years a Slave, Red Tails, U Turn, Tres reyes, y Undercover Brother; y ha publicado las novelas The Drift, Those Who Walk in Darkness, A Conversation with the Mann, Love is a Racket, Everybody Smokes in Hell, y Stray Dogs; y la novela gráfica The American Way.
Ridley escribió el guion de la película 12 Years a Slave, el cual ganó el premio Óscar al mejor guion adaptado, lo que convirtió a Ridley en el segundo afroamericano en obtener dicho galardón, sólo tras Geoffrey Fletcher, quien resultó vencedor por el guion de la película Precious.

### Novelas
- Stray Dogs (1997)
- Love is a Racket (1998)
- Everybody Smokes in Hell (1999)
- A Conversation with the Mann (2002)
- The Drift (2002)
- Those Who Walk in Darkness (2003)
- What Fire Cannot Burn (2006)

### Novelas gráficas
- The Authority: Human on the Inside (2004)
- Razor's Edge: Warblade (2004)
- The American Way (2006)

### Obras de teatro
- Ten Thousand Years (World Premiere en 2005)

### Artículos de revistas
- "The Manifesto of Ascendancy for the Modern American Nigger" en Esquire, diciembre de 2006, Volumen 146, Issue 6

## Premios y nominaciones
Premios Óscar
| Año  | Categoría            | Trabajo nominado      | Resultado |
| ---- | -------------------- | --------------------- | --------- |
| 2014 | Mejor guion adaptado | 12 años de esclavitud | Ganador   |

## Otras lecturas
- Gennusa, Chris R. "John Ridley: Burnt Noir." Creative Screenwriting. Winter 1997, v. 4 n.4, pp. 33–38